# Raphael Motowilow
Raphael Motowilow (russisch Рафаил Мотовилов; geboren als Leonid Semjonowitsch Prokopjew Леонид Семёнович Прокопьев; * 18. September 1947 in Eral, RSFSR, UdSSR) ist leitender Metropolit der Orthodoxen Kirche Russlands.

## Leben

### Militärische Laufbahn
Leonid Prokopjew studierte an einer Militärhochschule und war danach Offizier in Polen und dem Baikalgebiet. Nach einer Ausbildung an der Frunse-Militärakademie in Moskau befehligte er Truppen im Karpatenvorland, zuletzt als Oberstleutnant. In den frühen 1980er Jahren wurde Leonid Prokopjew  als Militärberater in den Libanon geschickt. 1984 verlor er dort nach einer Minenexplosion das rechte Bein und verletzte sich das linke Bein schwer.
Nach ersten Operationen wurde er mit einem privaten Flugzeug des syrischen Präsidenten Hafiz al-Assad nach Moskau zurückgeflogen. Leonid Prokopjew wurde zum Oberst befördert, er wurde Abgeordneter des Obersten Sowjets der UdSSR und lehrte Militärtaktik am Militärinstitut des Verteidigungsministeriums in Moskau.

### Geistliche Tätigkeiten
1991 verließ Leonid Prokopjew die sowjetische Armee und gründete bald danach ein Zentrum für alternative Heilmethoden. 1995 wurde er  Mönch der Ukrainischen Autokephalen Orthodoxen Kirche und nahm den geistlichen Namen Raphael an. 1996 wurde er zum Bischof von Krasnojarsk geweiht. In jenem Jahr organisierte er die Krönung von Nikolai Dalski  als Nikolai III. mit.
1997 wechselte Raphael zur Russischen Wahren Orthodoxen Kirche und wurde dort zum Bischof von Wolokolamsk. In jenem Jahr gründete er das  Heilzentrum «Prois» in Moskau und wurde Leiter des Malteserordens in Russland. 1998 wurde Raphael zum leitenden Metropoliten der Kirche gewählt. 1999 wurden ihm alle bischöflichen Weihen wegen Verletzung des kanonischen Rechtes und seiner Heilpraktiken wieder entzogen.
Raphael gründete daraufhin die Wahre Orthodoxe Kirche in Russland, der er seitdem als Metropolit vorsteht. 2003 wurde diese Kirche in Orthodoxe Kirche Russlands (Wahre Orthodoxe Kirche) umbenannt. Patriarch Alexi II. der Russisch-Orthodoxen Kirche verurteilte diese Kirche als Häresie. 2005 wurde Raphael das Recht zugesprochen, den Koukoulion eines Patriarchen zu tragen.
2009 änderte er seinen Familiennamen in Motowilow nach Nikolai Motowilow, einen Zeitzeugen des heiligen Seraphim von Sarow, der seiner Meinung nach ein Vorfahre mütterlicherseits von ihm war.
2016 wurde die Kirche des heiligen Erzengels Raphael in Moskau von Einheiten des Inlandsgeheimdienstes FSB nach extremistischer Literatur durchsucht.